# Nils Grauers
Nils Helge Vilhelm Grauers, född 2 mars 1900 i Oskarshamn, död 4 juli 1968 i Arvika, var en svensk stadsfiskal.

## Biografi
Grauers var son till borgmästaren Henning Grauers och Sigrid Ekelund samt bror till Ingvar Grauers, Allan Grauers, Bertrand Grauers och Einar Grauers. Han avlade studentexamen i Lund 1919, juris kandidatexamen 1931 och var tillförordnad rådman och tillförordnad stadsfiskal i Oskarshamn och Kalmar 1931-1936. Grauers var stadsfiskal i Arvika från 1944 (tillförordnad 1936) och sedermera chefsåklagare där. Grauers var civilförsvarschef och medlem av Svenska Frimurare Orden och Odd Fellow.
Grauers gifte sig 1937 med ämnesläraren Nea Johnsson (född 1906), dotter till fastighetsägaren Simon Johnsson och Hanna Johnsson. Han var far till Eva (född 1943), Ingrid (född 1944) och Anna (född 1946).

## Utmärkelser
Grauers utmärkelser:
- Riddare av Nordstjärneorden (RNO)
- Patriotiska sällskapets guldmedalj (PatrSstGM)
- Sveriges civilförsvarsförbunds  förtjänsttecken i guld (SCFftjtG)